# Mistrzostwa świata w hokejballu
Mistrzostwa świata w hokejballu (ang. Ball Hockey World Championship) – międzynarodowy turniej hokejballu organizowany przez Międzynarodową Federację Hokejstreetu i Hokejballu (ISBHF) dla męskich i żeńskich reprezentacji narodowych. Pierwsze mistrzostwa odbyły się w 1996 roku w słowackiej Bratysławie i uczestniczyły w nim 7 męskich drużyn. Od 2007 rozgrywano w dwóch kategoriach: mężczyzn i kobiet. Mistrzostwa od 1999 odbywają się co dwa lata. Najwięcej tytułów mistrzowskich zdobyła męska i żeńska reprezentacja Kanady.

## Mężczyźni

### Wyniki
| Rok                                      | Organizator           | T |  | Zwycięzca | II miejsce        | III miejsce |  | Uwagi     |
| Mistrzostwa świata w hokejballu mężczyzn |                       |   |  |           |                   |             |  |           |
| 1996                                     | Bratysława (Słowacja) | 1 |  | Kanada    | Czechy            | Słowacja    |  | 7 drużyn  |
| 1998                                     | Litoměřice (Czechy)   | 1 |  | Czechy    | Słowacja          | Kanada      |  | 8 drużyn  |
| 1999                                     | Zwoleń (Słowacja)     | 1 |  | Słowacja  | Kanada            | Czechy      |  | 7 drużyn  |
| 2001                                     | Toronto (Kanada)      | 2 |  | Kanada    | Czechy            | Słowacja    |  | 8 drużyn  |
| 2003                                     | Sierre (Szwajcaria)   | 3 |  | Kanada    | Czechy            | Słowacja    |  | 11 drużyn |
| 2005                                     | Pittsburgh (USA)      | 4 |  | Kanada    | Słowacja          | Włochy      |  | 16 drużyn |
| 2007                                     | Ratingen (Niemcy)     | 5 |  | Kanada    | Czechy            | Słowacja    |  | 16 drużyn |
| 2009                                     | Pilzno (Czechy)       | 2 |  | Czechy    | Indie             | Słowacja    |  | 16 drużyn |
| 2011                                     | Bratysława (Słowacja) | 3 |  | Czechy    | Kanada            | Słowacja    |  | 18 drużyn |
| 2013                                     | St. John’s (Kanada)   | 2 |  | Słowacja  | Czechy            | Kanada      |  | 17 drużyn |
| 2015                                     | Zug (Szwajcaria)      | 3 |  | Słowacja  | Stany Zjednoczone | Czechy      |  | 18 drużyn |
| 2017                                     | Pardubice (Czechy)    | 4 |  | Słowacja  | Kanada            | Czechy      |  | 18 drużyn |
| 2019                                     | Košice (Słowacja)     | 4 |  | Słowacja  | Finlandia         | Kanada      |  | 18 drużyn |

### Klasyfikacja medalowa
W dotychczasowej historii Mistrzostw świata na podium oficjalnie stawało w sumie 6 drużyn. Liderem klasyfikacji jest Kanada, która zdobyła złote medale mistrzostw 5 razy.
Stan na grudzień 2018.
| Lp. | Reprezentacja     | Miejsca na podium | Miejsca na podium | Miejsca na podium | Zwycięskie sezony      |   |   |                              |
| --- | ----------------- | ----------------- | ----------------- | ----------------- | ---------------------- | - | - | ---------------------------- |
| Lp. | Reprezentacja     | 1.                | Kanada            | 5                 | Zwycięskie sezony      | 2 | 2 | 1996, 2001, 2003, 2005, 2007 |
| 2.  | Słowacja          | 4                 | 2                 | 6                 | 1999, 2013, 2015, 2017 |   |   |                              |
| 3.  | Czechy            | 3                 | 5                 | 3                 | 1998, 2009, 2011       |   |   |                              |
| 4.  | Stany Zjednoczone | 0                 | 1                 | 0                 |                        |   |   |                              |
| 4.  | Indie             | 0                 | 1                 | 0                 |                        |   |   |                              |
| 4.  | Finlandia         | 0                 | 1                 | 0                 |                        |   |   |                              |
| 5.  | Włochy            | 0                 | 0                 | 1                 |                        |   |   |                              |

## Kobiety

### Wyniki
| Rok                                    | Organizator           | T |  | Zwycięzca | II miejsce        | III miejsce |  | Uwagi    |
| Mistrzostwa świata w hokejballu kobiet |                       |   |  |           |                   |             |  |          |
| 2007                                   | Ratingen (Niemcy)     | 1 |  | Kanada    | Słowacja          | Czechy      |  | 6 drużyn |
| 2009                                   | Pilzno (Czechy)       | 2 |  | Kanada    | Słowacja          | Czechy      |  | 7 drużyn |
| 2011                                   | Bratysława (Słowacja) | 1 |  | Słowacja  | Kanada            | Czechy      |  | 9 drużyn |
| 2013                                   | St. John’s (Kanada)   | 3 |  | Kanada    | Słowacja          | Czechy      |  | 8 drużyn |
| 2015                                   | Zug (Szwajcaria)      | 4 |  | Kanada    | Czechy            | Słowacja    |  | 7 drużyn |
| 2017                                   | Pardubice (Czechy)    | 1 |  | Czechy    | Stany Zjednoczone | Kanada      |  | 6 drużyn |

### Klasyfikacja medalowa
W dotychczasowej historii Mistrzostw świata na podium oficjalnie stawało w sumie 4 drużyn. Liderem klasyfikacji jest Kanada, która zdobyła złote medale mistrzostw 4 razy.
Stan na grudzień 2018.
| Lp. | Reprezentacja     | Miejsca na podium | Miejsca na podium | Miejsca na podium | Zwycięskie sezony |   |   |                        |
| --- | ----------------- | ----------------- | ----------------- | ----------------- | ----------------- | - | - | ---------------------- |
| Lp. | Reprezentacja     | 1.                | Kanada            | 4                 | Zwycięskie sezony | 1 | 0 | 2007, 2009, 2013, 2015 |
| 2.  | Słowacja          | 1                 | 3                 | 1                 | 2011              |   |   |                        |
| 3.  | Czechy            | 1                 | 1                 | 4                 | 2017              |   |   |                        |
| 4.  | Stany Zjednoczone | 0                 | 1                 | 0                 |                   |   |   |                        |